# ZA-P-2222
La ZA-P-2222 es una carretera española perteneciente a la Red de carreteras de la Diputación Provincial de Zamora que une las carreteras  CL-527  y  ZA-324 .
Además da acceso a las localidades de Formariz, Palazuelo de Sayago, Fariza y Badilla.

## Origen y Destino
La carretera  ZA-P-2222  tiene su origen en Villar del Buey en la intersección con las carreteras  CL-527  y  ZA-315 , y termina en Torregamones en la intersección con la carretera  ZA-324  formando parte de la Red de Carreteras Provinciales de la Diputación de Zamora.